# Юшков, Анатолий Семёнович
Анатолий Семёнович Юшков (1939 — 3 мая 2011, Гомельская область) — советский хоккеист, защитник. Тренер. Мастер спорта СССР.

## Биография
Воспитанник ЧИМЭСХ, тренер Николай Сидоренко. После игр за «Буревестник» Челябинск (1958/59 — 1050/60) провёл пять сезонов в чемпионате СССР за «Трактор» Челябинск. В сезонах 1965/66 — 1971/72 выступал в первой лиге за «Салават Юлаев».
Тренер в «Салавате Юлаеве» (1970—1973), ДЮСШ «Салават Юлаев», государственный тренер спорткомитета СССР по подготовке резерва в Башкирии. В 1990-е годы переехал в Белоруссию, работал в СДЮШОР № 5 (Гомель), Центре олимпийского резерва (Жлобин).
Среди воспитанников — В. Зубрильчев, Р. Юлдашев, Р. Гимаев, А. Чистяков, А. Черкес, И. Ташлыков И., С. Трудаков, И. Юшков, Ф. Ганиев.
3 мая 2011 года вместе с женой погиб в автоаварии на пути из Гомеля в Жлобин.